# Ed Ricketts
Edward Flanders Robb Ricketts (14. května 1897 Chicago – 11. května 1948 Monterey) byl americký mořský biolog.
V mládí procestoval Ameriku, v první světové válce sloužil u zdravotnické služby, pak studoval na Chicagské univerzitě u Wardera Clydea Alleeho, ale školu nedokončil, oženil se a odstěhoval do Kalifornie. V roce 1923 založil firmu Pacific Biological Laboratories, která se zabývala sběrem mořských živočichů a jejich prodejem pro vědecké účely. V roce 1928 se usadil v Monterey v lokalitě nazvané Cannery Row podle množství konzerváren na sardinky.
Při svém výzkumu se soustředil na vztahy mezi organismy a prostředím, stal se tak jedním z průkopníků ekologie. Průkopnickým dílem je jeho kniha Between Pacific Tides, podávající komplexní popis života v přílivovém pásmu kalifornského pobřeží. Jeho styl psaní spojuje vědeckou erudici s beletristickým podáním, odrážejícím Rickettsovy umělecké zájmy: psal filosofické eseje, byl milovníkem hudby a poezie a přátelil se s Johnem Cagem.
Kolem Rickettsovy laboratoře se časem vytvořila pestrá společnost nonkonformních intelektuálů, k níž patřili Henry Miller, Joseph Campbell, Bruce Ariss a John Steinbeck, jehož Ricketts inspiroval k postavě svérázného myslitele zvaného Doktor v románech Na plechárně a Šťastný čtvrtek. V roce 1940 podnikli Ricketts se Steinbeckem plavbu po Kalifornském zálivu na lodi Western Flyer, kterou Steinbeck vylíčil v knize The Log from the Sea of Cortez.
Ed Ricketts zemřel ve věku padesáti let po srážce jeho vozu s osobním vlakem. Na místě neštěstí mu byla odhalena busta.
Rickettsovo jméno nese šestnáct druhů mořských bezobratlých živočichů a také dálkově ovládané vozidlo pro podmořský výzkum ROV Doc Ricketts.